# Marita Petersen
Marita Petersen (nacida Marita Johansen; Vágur, Suðuroy, 21 de octubre de 1940-Tórshavn, 26 de agosto de 2001) fue una política socialdemócrata feroesa afiliada al Partido de la Igualdad. Fue la primera y hasta la fecha la única mujer en haber ocupado el puesto de primera ministra de las Islas Feroe, entre 1993 y 1994. Asimismo fue presidenta de su partido de 1993 a 1996 y presidenta del Løgting de 1994 a 1995.

## Inicios
Nació en el sureño poblado de Vágur, en Suðuroy, en 1940, siendo hija de los maestros Sámal Johansen (1899-1991) y Anna Elisabeth Matras (1904-1988). Tanto el padre como dos de los hermanos de Marita eran activos políticamente. Se casó en 1962 con el abogado Kári Dalsgaard Petersen.
Se graduó como maestra del Seminario de Hellerup (Dinamarca) en 1964, y realizó estudios adicionales de pedagogía en la Escuela Normal Superior de Dinamarca en 1980. Trabajó como maestra hasta 1989, cuando se encargó de la dirección de enseñanza del Directorado Feroés de Educación. Fue también presidenta de la Asociación de Maestros de las Islas Feroe entre 1980 y 1984.

## Carrera política
Entre el 15 de enero de 1991 y el 18 de enero de 1993, durante el gobierno de Atli Dam, Marita Petersen fue ministra de educación, cultura y justicia. Destacó por reformar la educación para los jóvenes, en especial los programa de educación profesional. Durante su cargo, las Islas Feroe experimentaron un cambio liberal en la ley del consumo de alcohol.
El 18 de enero de 1993 renunció Atli Dam y Petersen asumió como primera ministra, tomando posesión oficialmente el 18 de febrero del mismo año. Petersen recibió el gobierno en medio de una grave crisis financiera. Los bancos, la industria pesquera y la agricultura estaban al borde del colapso, y el desempleo alcanzó niveles muy elevados. Al mismo tiempo ocurrió una emigración masiva, y se produjeron subastas obligatorias de bienes. Como primera ministra, Petersen fue la responsable de entablar negociaciones con Dinamarca y el Danske Bank, en un intento por reencauzar la economía. El resultado fue que el gobierno feroés compró acciones del Føroya Banki.
Al mismo tiempo que recibió el gobierno, Petersen también recibió la presidencia del Partido de la Igualdad. En su calidad de líder de su instituto político, trabajó en la renovación del programa del mismo. Luchó por volver más activos a los miembros femeninos del partido, creando una red femenina.
En las elecciones parlamentarias de 1994, el Partido de la Igualdad vio reducirse su apoyo electoral y el número de asientos en el Løgting a la mitad de la anterior legislatura, lo que representaba su peor resultado desde 1932. Petersen se vio obligada a dimitir como primera ministra y ocuparía el puesto de presidenta del Løgting de 1994 a 1995. 
En 1995, en una elección al seno de su partido, volvió a ganar la presidencia del mismo contra Jóannes Eidesgaard. Sin embargo, en la siguiente convención nacional (1996), se retiró voluntariamente del cargo, y Eidesgaard la sustituyó.

## Últimos años
Retirada de la política, regresó a su carrera en la enseñanza, y se concentró en la construcción de un centro especial de pedagogía, el Sernámsmiðdepilin, del que sería la directora desde 1997.
Falleció por cáncer el 26 de agosto de 2001, a los 60 años de edad.